# Restrepia cloesii
Restrepia cloesii är en orkidéart som beskrevs av Carlyle August Luer. Restrepia cloesii ingår i släktet Restrepia och familjen orkidéer.
Artens utbredningsområde är Peru. Inga underarter finns listade i Catalogue of Life.